# چوبانلوی علیا
چوبانلوی علیا، روستایی است از توابع بخش مرکزی شهرستان سلماس استان آذربایجان غربی ایران.

## جمعیت
این روستا در دهستان لکستان قرار داشته و بر اساس سرشماری سال ۱۳۸۵ جمعیت آن ۱۷۰نفر (۴۱ خانوار) 
بوده است.